# Euxoa powelli
Euxoa powelli là một loài bướm đêm trong họ Noctuidae.